# Inédito (álbum de David Bustamante)
Inédito es el undécimo álbum de estudio del cantante español David Bustamante. Se lanzó el 25 de octubre de 2024 en España   bajo el sello de Universal Music Spain y su distribución en Latinoamérica es por Universal Music Latino. 

## Antecedentes y promoción
Fue producido por Pablo Cebrián, fue grabado en Halley Studios en Madrid y fue masterizado en SanBay Studios en la misma ciudad. Todo el álbum fue compuesto en los años anteriores al lanzamiento del mismo por el propio Bustamante, ya sea en solitario o con la colaboración de Rafa Vergara, Juanfran Parra o el propio Cebrián, entre otros.
El primer sencillo «El día que te vayas» fue lanzado en marzo de 2024. Este tema pop fue así su nueva canción tras casi cinco años de silencio discográfico en los que hubo el lanzamiento de un recopilatorio por el vigésimo aniversario de su carrera. 
Los siguientes sencillos, todos con videoclip, son las canciones «Hola qué tal» (dedicada a los nuevos comienzos), «La siberiana» (inspirada en su actual pareja sentimental) y la balada «Calma».

## Listado de canciones
- Edición estándar

| Inédito |                       |                                                                                      |          |  |
| N.º     | Título                | Escritor(es)                                                                         | Duración |  |
| 1.      | «Hola Qué Tal»        | David Bustamante                                                                     | 3:29     |  |
| 2.      | «Gracias»             | David Bustamante, Rafa Vergara y Juanfran Parra                                      | 3:17     |  |
| 3.      | «La Siberiana»        | David Bustamante, Pablo Cebrián y Luis Vicente Ramiro                                | 2:49     |  |
| 4.      | «Soy capaz»           | David Bustamante                                                                     | 3:56     |  |
| 5.      | «El día que te vayas» | David Bustamante, Rafa Vergara, Juanfran Parra, Andrés Buitrago y Santiago Hernández | 2:51     |  |
| 6.      | «Hacerlo mejor»       | David Bustamante, Pablo Cebrián, Andrés Suárez Otero                                 | 3:03     |  |
| 7.      | «Calma»               | David Bustamante, Rafa Vergara, Juanfran Parra, Vicky Echeverri                      | 2:53     |  |
| 8.      | «La Suma perfecta»    | David Bustamante, Pablo Cebrián, Andrés Suárez Otero                                 | 2:56     |  |
| 9.      | «Derramando verdad»   | David Bustamante                                                                     | 3:26     |  |
| 10.     | «Se acabó»            | David Bustamante                                                                     | 3:42     |  |
| 31:00   |                       |                                                                                      |          |  |

## Listas

### Semanales
| Listas (2024)          | Mejor posición |
| ---------------------- | -------------- |
| España Top 100 álbumes | 3              |